# Katarevusa
Katarevusa (također i Katareusa ili Katarevsa) jest puristička inačica modernoga grčkog jezika koja je do 1976. bila službeni jezik Grčke. Upotrebljavala se u vladinim i sudskim dokumentima, novinama i tehničkim publikacijama. Godine 1976. zamijenio ju je demotski. Grčka pravoslavna Crkva još uvijek rabi katarevusu.

## Naziv
Grčka riječ Καθαρεύουσα znači 'čista', 'očišćena' i ženski je oblik glagolskog priloga sadašnjeg glagola καθαρεύω. Riječ, dakle, dolazi iz istoga antičkog korijena kao i riječ katarza.

## Povijest
Katarevusa je nastala u 19. stoljeću u nastojanjima intelektualaca, arhaista, da očiste jezik od stranih utjecaja i da usustave morfologiju s pomoću antičkih grčkih korijena i infleksije. Sintaktički, jezik jest sličan demotskom, to jest jeziku naroda.
Nakon oslobođenja Grčke od Osmanskog Carstva 1828. godine katarevusa je postala službenim jezikom, a bila je i dio mogućnosti ujedinjenja Makedonije i drugih teritorija s Grčkom kao dio Velike Ideje, panhelenizma. Upravo je zato katarevusa bila antiosmanska, a poklonici demotskog izlagali su se opasnosti da ih se proglasi proslavenskim. Na katarevusi su pisana mnoga romantičarska djela tzv. atenske škole. Ipak, do 1880. demotski je postao popularniji. Mnogi elementi katarevuse ušli su u demotski koji je službenim proglašen 1976. godine. Dotada je u Grčkoj stoga vladala diglosija.

## Razlike
Katarevusa još uvijek ima dativ koji je demotski izgubio pa rabi prijedlog σε (slično 'za'). U demotskom objekt i riječ nakon prijedloga jesu u akuzativu, a u katarevusi može biti i u dativu ili genitivu.